# سیاست در اروپا
سیاست در اروپا به سیاست‌های دائماً در حال تحول در قاره اروپا می‌پردازد. این موضوع به دلیل شماری از عوامل از جمله تاریخ گسترده دولت‌های ملی در جغرافیای این منطقه و همچنین روند مدرن شدن امروزی کشورها به سمت افزایش وحدت سیاسی و یکپارچگی روزافزون بین کشورهای اروپایی، بسیار جزئی تر از دیگر قاره‌ها است.
سیاست کنونی اروپا را می‌توان درون رویدادهای تاریخی در داخل این قاره سرسبز ردیابی کرد. به همین ترتیب، جغرافیا، اقتصاد و فرهنگ به ساختار سیاسی کنونی اروپا کمک کرده است.
سیاست مدرن اروپا از زمان فروپاشی پرده آهنین و فروپاشی بلوک شرق و تشکیل کشورهای جدید از دل کشورهای کمونیستی، تحت سلطه کشورهای بلوک غرب و اتحادیه اروپا است. پس از پایان جنگ سرد، اتحادیه اروپا همواره به سمت شرق گسترش یافته و کشورهای کمونیستی پیشین را نیز دربر گرفته است. از ۳۱ ژانویه ۲۰۲۰، اتحادیه اروپا دارای ۲۷ کشور به عنوان عضو دائم است.
با این حال، تعدادی سازمان بین‌المللی دیگر که عمدتاً از کشورهای اروپایی تشکیل شده‌اند یا صراحتاً ادعای منشأ اروپایی دارند، از جمله شورای اروپا با ۴۶ کشور - نخستین سازمان اروپایی پس از جنگ جهانی دوم که به عنوان پیشرو در اروپا شناخته می‌شود، وجود دارد. در این سازمان، ۵۷ کشور برای امنیت و همکاری در اروپا (OSCE) فعال هستند و با یکدیگر همکاری می‌کنند.

## فضای سیاسی مدرن

نقشه کشورهای اروپایی با رنگ‌آمیزی درصد آرای حزب حاکم در انتخابات گذشته در ۲۰۲۲

علیرغم بهبود گسترده روابط میان روسیه و کشورهای اروپای غربی پس از پایان جنگ سرد، اخیراً تنش‌ها بر سر گسترش سازمان‌های «غربی»، به‌ویژه اتحادیه اروپا و ناتو، به سمت شرق به کشورهای اتحاد جماهیر شوروی سابق افزایش یافته است. این گسترش در نهایت منجر به آغاز درگیری در این قاره شد.
در این میان، بسیاری از کشورهای اروپایی یا به عضویت اتحادیه اروپا درآمده اند یا خواسته خود را برای پیوستن به اتحادیه اروپا ابراز و اعلام کرده‌اند.
درگیری‌ها و تنش‌های نظامی به نسبت کمتری در اروپا وجود دارد، اگرچه مشکلاتی در بالکان غربی، قفقاز، ایرلند شمالی در بریتانیا و سرزمین باسک در اسپانیا وجود دارد.
بر اساس بررسی داده‌های سال ۲۰۰۷ که در سال ۲۰۰۸ توسط خانه آزادی منتشر شد، کشورهای اروپایی که نمی‌توانند دموکراسی‌های انتخاباتی لیبرال طبقه‌بندی شوند عبارتند از جمهوری آذربایجان، بلاروس، بوسنی و هرزگوین، قزاقستان و روسیه. در میان این کشورها تنها بوسنی سابقه عضویت در اتحاد جماهیر شوروی را ندارد

## اتحادیه‌ها، سازمان‌ها و اتحادهای بین‌المللی

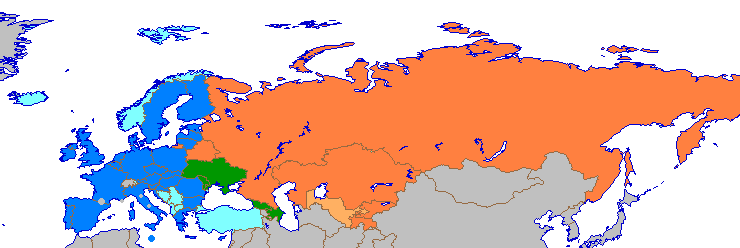
کشور عضو اتحادیه اروپا
عضو منطقه اقتصادی اروپا به عنوان نامزد اتحادیه اروپا
عضو سازمان توسعه اقتصادی و دموکراسی گوآم
عضو مجمع اقتصادی اوراسیا

کشورهای اروپایی عضو شمار زیادی از سازمان‌های بین‌المللی هستند که عمدتاً شامل فعالیت‌ها و همکاری‌های اقتصادی هستند، اگرچه تعدادی از آنها سیاسی هستند یا هر دو. اتحادیه‌های سیاسی اصلی در زیر به تفصیل آمده است.

### اتحادیه اروپا
همچنین ببینید: سیاست اتحادیه اروپا، گسترش اتحادیه اروپا، گسترش آینده اتحادیه اروپا، روابط خارجی اتحادیه اروپا، شراکت شرقی
اتحادیه اروپا یا EU یک اتحادیه سیاسی است که از ۲۷ کشور مستقل تشکیل شده است. این کشورها فعالیت‌های زیادی دارند که مهم‌ترین آنها بازاری واحد و مشترک است که از اتحادیه گمرکی، یک ارز واحد (که قوانین مرتبط با آن در ۲۰ کشور از ۲۷ کشور عضو تصویب شده است)، یک سیاست کشاورزی مشترک و یک سیاست مشترک شیلات تشکیل شده. اتحادیه اروپا همچنین ابتکارات مختلفی برای هماهنگی فعالیت‌های کشورهای عضو خود دارد.
اتحادیه اروپا که غالباً به عنوان یک واحد سیاسی-اقتصادی در نظر گرفته می‌شود، دومین اقتصاد بزرگ جهان با تولید ناخالص داخلی اسمی ۱۴٫۹ تریلیون دلار در سال ۲۰۲۰ میلادی است. همچنین روند حرکت به سمت افزایش همکاری در زمینه دفاع مشترک و سیاست خارجی مشترک و همسو نیز میان کشورهای عضو آن وجود دارد.
این اتحادیه در طول زمان از یک اتحادیه با اولویت در درجه اول اقتصادی به یک اتحادیه به‌طور فزاینده سیاسی تبدیل شده است. این روند با افزایش تعداد حوزه‌های سیاستی که در صلاحیت اتحادیه اروپا قرار می‌گیرند برجسته می‌شود. قدرت سیاسی تمایل دارد از کشورهای عضو به اتحادیه اروپا منتقل شود. توسعه بیشتر صلاحیت‌های سیاسی اتحادیه اروپا موضوع بحث‌های سنگین در داخل و میان برخی از کشورهای عضو این اتحادیه است.

### شورای اروپا
شورای اروپا ۴۶ کشور اروپایی را گرد هم می‌آورد که شامل تمامی کشورهای این قاره به استثنای روسیه است که در سال ۲۰۲۲ پس از حمله به اوکراین و بلاروس از این سازمان اخراج شد. این سازمان که در سال ۱۹۴۹ بنیان‌گذاری شد، قدیمی‌ترین سازمان اروپایی است که امیدهای پس از جنگ برای همکاری صلح‌آمیز را تجسم می‌دهد و بر سه هدف قانونی ارتقای حقوق بشر، دموکراسی و حاکمیت قانون متمرکز است. این سازمان به مسائل اقتصادی و دفاعی نمی‌پردازد. دستاورد اصلی آن کنوانسیون اروپایی حقوق بشر است که ۴۶ طرف متعاهد خود را ملزم به حمایت از حقوق اولیه انسانی شهروندان خود می‌کند و دادگاه استراسبورگ موظف است تا آن را اجرا کند. شورای اروپا به عنوان یک سازمان بین دولتی کلاسیک، دارای بازوی پارلمانی در نظر گرفته می‌شود و هیچ‌یک از اختیارات فراملی اتحادیه اروپا را ندارد؛ بنابراین می‌توان آن را با نسخه اروپایی سازمان ملل مقایسه کرد.

### جامعه سیاسی اروپا
جامعه سیاسی اروپا (EPC) در اکتبر ۲۰۲۲ پس از حمله روسیه به اوکراین تشکیل شد. این گروه برای نخستین بار در اکتبر ۲۰۲۲ میلادی در پراگ، پایتخت جمهوری چک و با شرکت کنندگانی از ۴۴ کشور اروپایی و همچنین نمایندگان اتحادیه اروپا تشکیل جلسه داد. دو کشور روسیه و بلاروس (در پی حمله و درگیری با اوکراین) به نشست گشایش این جامعه دعوت نشدند. پیش‌بینی شده است که این گروه در هر سال دو بار تشکیل جلسه عمومی دهد.

### جامعه انتخاب دموکراتیک
جامعه انتخاب دموکراتیک (CDC) در دسامبر ۲۰۰۵ با تحریک اولیه اوکراین و گرجستان توسط روسیه تشکیل شد و متشکل از شش کشور پس از فروپاشی شوروی (اوکراین، گرجستان، مولداوی، و سه عضو مجمع بالتیک استونی، لتونی و لیتوانی) بود. و سه کشور دیگر اروپای شرقی و مرکزی (اسلوونی، رومانی و مقدونیه شمالی). این مجمع و انجمن دریای سیاه (BSF) سازمان‌هایی نزدیک به هم هستند. همچنین کشورهایی به عنوان ناظر (شامل ارمنستان، بلغارستان و لهستان) در جلسات آنها شرکت می‌کنند.
دقیقاً همانند سازمان توسعه اقتصادی و دموکراسی گوآم که پیش از آن، این مجمع عمدتاً با هدف مقابله با نفوذ فدراسیون روسیه در منطقه مدنظر تمرکز می‌کند. این تنها مجمع بین‌المللی است که در فضای پس از فروپاشی اتحاد جماهیر شوروی متمرکز است و کشورهای بالتیک نیز در آن شرکت می‌کنند. سه کشور دیگر پس از فروپاشی شوروی در آن، همگی از اعضای گوآم هستند.

### اتحادیه اقتصادی اوراسیا
اتحادیه اقتصادی اوراسیا یک اتحادیه اقتصادی است که کشورهای تشکیل شده پس از فروپاشی شوروی آن را تشکیل داده‌اند. این معاهده با هدف ایجاد EEU در ۲۹ مه ۲۰۱۴ توسط رهبران سه کشور بلاروس، قزاقستان و روسیه امضا شد و در ۱ ژانویه ۲۰۱۵ لازم الاجرا شد سپس معاهداتی با هدف الحاق و عضویت ارمنستان و قرقیزستان به اتحادیه اقتصادی اوراسیا به ترتیب در ۹ اکتبر ۲۰۱۴ و ۲۳ دسامبر همان سال امضا و تصویب شد. معاهده الحاق ارمنستان نیز در ۲ ژانویه ۲۰۱۵ لازم الاجرا شد. اگرچه معاهده الحاق قرقیزستان تا ماه مه ۲۰۱۵ لازم الاجرا نشد، به شرطی که به تصویب رسیده باشد، از روز بنیان‌گذاری به عنوان یک کشور لحق شده، در EEU شرکت خواهد کرد. از مولداوی و تاجیکستان به عنوان اعضای آینده این اتحادیه اقتصادی یاد می‌شود.

### مجمع پارلمانی یورونست
مجمع پارلمانی یورونست یک مجمع میان پارلمانی است که در آن اعضای پارلمان اروپا و پارلمان‌های ملی چندین کشور پساشوروی شامل اوکراین، مولداوی، بلاروس، ارمنستان، آذربایجان و گرجستان در آن شرکت می‌کنند و هدف آن، ایجاد و برقراری روابط سیاسی و اقتصادی نزدیکتر با اتحادیه اروپا است.

### کشورهای مشترک المنافع
کشورهای مستقل مشترک‌المنافع (CIS) یک کنفدراسیون متشکل از ۱۲ کشور از ۱۵ کشور اتحاد جماهیر شوروی سابق است (به استثنای سه کشور بالتیک). اگر چه کشورهای مستقل همسود دارای اختیارات فراملی اندکی هستند، اما بیش از یک سازمان صرفاً نمادین است و دارای قدرت‌های هماهنگ‌کننده در حوزه‌های تجارت، مالی، قانون گذاری و امنیت است. مهم‌ترین مسئله مطرح شده برای کشورهای مستقل همسود در نشست‌ها، ایجاد یک منطقه آزاد تجاری کامل و اتحادیه اقتصادی میان تمامی کشورهای عضو است که از سال ۲۰۰۵ میلادی راه اندازی شده است. همچنین همکاری در زمینه دموکراسی سازی و پیشگیری از جرم و جنایت فرامرزی را ارتقا داده است. علاوه بر این، شش عضو CIS یک معاهده امنیت جمعی به نام سازمان پیمان امنیت جمعی را امضا کردند که یک ائتلاف نظامی بین دولتی در منطقه اوراسیا است.

### جامعه برای دموکراسی و حقوق ملل
سرزمین‌های مورد مناقشه که پس از فروپاشی شوروی و به تحریک فدراسیون روسیه علیه حاکمیت خود اقدام کردند و برای استقلال کوشیدند، یعنی آبخاز، اوستیای جنوبی و ترانس‌نیستریا همگی اعضای جامعه برای دموکراسی و حقوق ملل هستند که هدف آن ایجاد ادغام نزدیکتر بین اعضا است.

### سازمان پیمان آتلانتیک شمالی
سازمان پیمان آتلانتیک شمالی (ناتو) یک پیمان نظامی از کشورهای اروپایی است که با همراهی ایالات متحده آمریکا و کانادا است. این سازمان به عنوان یک اقدام امنیتی جمعی پس از جنگ جهانی دوم بنیان‌گذاری شد و هدف آن، جلوگیری از گسترش نفوذ شوروی بود.
این ماده به این منظور در نظر گرفته شده بود که اگر اتحاد جماهیر شوروی به متحدان اروپایی ایالات متحده حمله کند، به گونه ای برخورد شود که گویی حمله ای به خود ایالات متحده است که بزرگ‌ترین ارتش را دارد و بنابراین می‌تواند مهم‌ترین را ارائه دهد. تلافی با این حال، تهاجم وحشتناک شوروی به اروپا هرگز رخ نداد. در عوض، این ماده برای اولین بار در تاریخ معاهده در ۱۲ سپتامبر ۲۰۰۱ در پاسخ به حملات ۱۱ سپتامبر به ایالات متحده در روز قبل مورد استناد قرار گرفت.

### سازمان دموکراسی و توسعه اقتصادی گوآم
سازمان توسعه اقتصادی و دموکراسی گوآم یک سازمان منطقه ای متشکل از چهار کشور مستقل مشترک المنافع است: گرجستان، اوکراین، آذربایجان و مولداوی. این گروه به عنوان راهی برای مقابله با نفوذ روسیه در منطقه ایجاد شد و از حمایت و تشویق ایالات متحده برخوردار شد. اگرچه در مقطعی به‌طور کلی رکود در نظر گرفته می‌شد، تحولات اخیر باعث گمانه زنی‌هایی در مورد احیای احتمالی این سازمان شده است.

## فشارهای جدایی‌خواهانه و تفویض اختیار
این جنبش‌ها که به دنبال خودمختاری یا استقلال از کشورهای مادر هستند، از نظر حمایت مردمی و مشخصات سیاسی خود، از جنبش‌های حاشیه‌ای گرفته تا مبارزات جریان اصلی، بسیار متفاوت هستند، آنگونه که برخی منشأ خارجی و برخی داخلی دارند.

### بلژیک
دو حزب سیاسی بلژیک، ولامس بلانگ و ائتلاف فلامان جدید، خواهان استقلال فلاندر، بخش شمالی کشور هستند. سایر احزاب فلاندری برای خودمختاری منطقه ای بیشتر درخواست می‌کنند. همچنین یک جنبش کوچک با هدف اتحاد فلاندر با هلند وجود دارد (به هلند بزرگ مراجعه کنید).
منطقه خودمختار بلژیک والونی جنبش تقریباً منقرض شده‌ای دارد که به دنبال اتحاد با فرانسه است.

### بوسنی و هرزگوین
برخی از ساکنان جمهوری صربسکا، یکی از دو نهاد تشکیل دهنده در بوسنی و هرزگوین (دیگری فدراسیون بوسنی و هرزگوین) که اکثریت قریب به اتفاق آنها صرب‌های نژادی هستند، استقلال از بوسنی و هرزگوین و اتحاد با صربستان را انتخاب می‌کنند. جمهوری صربسکا ۴۹ درصد از خاک بوسنی را تشکیل می‌دهد و در بسیاری از زمینه‌ها مستقل از بقیه کشور عمل می‌کند. اگرچه استقلال در دستور کار رسمی دولت قرار ندارد، سیاستمداران صرب منطقه ارتباطی بین وضعیت احتمالی آینده کوزوو و وضعیت جمهوری صربسکا می‌بینند.
کروات‌ها که به عنوان کشور تشکیل‌دهنده بوسنی و هرزگوین باقی می‌مانند، با بوسنیایی‌های قومی در یک نهاد مشترک متحد می‌مانند. برخی از سیاستمداران کروات بوسنیایی یک نهاد تشکیل دهنده جداگانه برای کروات‌ها در امتداد خطوط جمهوری صربسکا پیشنهاد کرده‌اند.

### دانمارک
سرزمین‌های دانمارکی گرینلند و جزایر فارو جنبش‌های استقلال طلبی بسیار قوی دارند. خودمختاری گرینلند آن را به عنوان یک کشور تشکیل‌دهنده تحت پادشاهی دانمارک نشان می‌دهد.

### فنلاند
جزایر الند دارای خودمختاری هستند. در سال ۲۰۰۳، حزب جدایی‌طلب آینده آلند تشکیل شد. از زمان استقلال فنلاند حمایت زیادی برای استقلال کامل وجود نداشته است، اما در سال‌های گذشته این حمایت اندکی افزایش یافته است.

### فرانسه
جزیره مدیترانه‌ای کرس دارای یک گروه مهم و رو به رشد است که خواستار استقلال از فرانسه هستند. همچنین جنبش‌هایی در منطقه بروتانی در شمال فرانسه وجود دارد که می‌خواهند استقلال خود را از دست داده در سال ۱۵۳۲ به دست آورند، و در ساووآ در جنوب شرقی، که در پی همه‌پرسی مورد مناقشه در سال ۱۸۶۰ به فرانسه ضمیمه شد.
بخش‌هایی از نابارا، سرزمین باسک و کاتالونیا وارد فرانسه می‌شوند.

### گرجستان
اوستیای جنوبی در ۲۸ نوامبر ۱۹۹۱ و آبخاز در ۲۳ ژوئیه ۱۹۹۲ استقلال خود را اعلام کردند. پس از جنگ روسیه و گرجستان، هر دو نهاد تا حدی توسط چندین کشور عضو سازمان ملل مستقل به رسمیت شناخته شدند. گرجستان هر دو را «سرزمین‌های اشغالی» در داخل مرزهای خود می‌داند. هر دو دولت در جامعه برای دموکراسی و حقوق ملل شرکت می‌کنند.

### ایتالیا
لگا نورد، حزبی که به ویژه در ونتو (لیگا ونتا) و لمباردی (لگا لومباردا) قوی است، یا جدایی یا خودمختاری بزرگ‌تر را برای شمال ایتالیا تحت نام پادانیا ترویج کرده است و جنوب ایتالیا را به خاطر از بین بردن بودجه مالیاتی و جلوگیری از پیشرفت سرزنش می‌کند. گروه‌های مشابهی در جنوب ایتالیا فعال هستند، اما می‌توانند به حمایت انتخاباتی بسیار کمتری تکیه کنند. تعداد زیادی از احزاب خودمختار و جدایی‌طلب در مناطق شمالی فعال هستند: اتحادیه ولدوستان، حزب مردم تیرول جنوبی، Die Freiheitlichen، حزب خودمختار تیرولین ترنتینو، اتحادیه شمال شرق، ایالت ونتو و غیره.
در استان تیرول جنوبی، حزب آزادی تیرول جنوبی، که برای اتحاد مجدد استان با اتریش مبارزه می‌کرد، در حالی که در ساردینیا جمهوری استقلال ساردینیا، از استقلال کامل منطقه حمایت می‌کند. منطقه مدیترانه خانه بسیاری از احزاب خودمختار است: حزب اقدام ساردین، اصلاح طلبان ساردین، حزب مردم ساردین، اتحادیه ساردینی‌ها، مورهای سرخ و غیره.
روسای جمهور خودمختار چهار منطقه از بیست منطقه ایتالیا را رهبری می‌کنند: ونتو (لوکا زایا، لیگا ونتا)، واله دائوستا (آگوستو رولاندین، اتحادیه والدوستان)، لمباردی (روبرتو مارونی، لگا لومباردا) و ترنتینو آلتو آدیجه (لورنزو دلایی، اتحادیه برای ترنتینو).

### مولداوی
منطقه شرق مولداوی ترانس‌نیستریا، که دارای جمعیت زیادی از قومیت روسی و اوکراینی است، در ۲ سپتامبر ۱۹۹۰ از مولداوی اعلام استقلال کرد و یکی از اعضای جامعه برای دموکراسی و حقوق ملل است. دولت مولداوی علیرغم اینکه کنترلی بر منطقه ندارد، از به رسمیت شناختن این ادعا خودداری می‌کند. جنبش قابل توجهی در مولداوی و رومانی با هدف اتحاد مجدد دو کشور وجود دارد.

### هلند
حزب ملی فریزی به دنبال خودمختاری بیشتر برای فریسلاند بدون تلاش برای استقلال کامل است. حفظ فرهنگ فریزی از اهداف مهم حزب است.

### رومانی
قبل از پیمان تریانون پس از جنگ جهانی اول، ترانسیلوانی به اتریش-مجارستان تعلق داشت و دارای اقلیت‌هایی از مجارستان‌های قومی است که خواهان خودمختاری منطقه ای در این کشور هستند.

### روسیه
بسیاری از مناطق روسیه جنبش‌های استقلال طلبانه دارند، عمدتاً در مرز شمال قفقاز این ایالت. برجسته‌ترین آنها چچن، داغستان و اینگوش هستند که به خوبی از گروه‌های چریکی درگیر در درگیری آشکار با مقامات روسیه حمایت کرده‌اند.
برخی از مردم تاتار به دنبال استقلال منطقه تاتارستان هستند

### صربستان
وضعیت کوزوو موضوع یک مناقشه سیاسی و سرزمینی طولانی مدت بین دولت صربستان (و قبلاً یوگسلاوی) و جمعیت عمدتاً آلبانیایی قومی کوزوو است. مذاکرات بین‌المللی در سال ۲۰۰۶ برای تعیین وضعیت نهایی آغاز شد (به روند وضعیت کوزوو مراجعه کنید). کوزوو در ۱۷ فوریه ۲۰۰۸ استقلال خود را اعلام کرد.

### اسپانیا
در داخل اسپانیا جنبش‌های استقلال طلبی در برخی از بخش‌های خودمختار وجود دارد، به ویژه مناطقی که دارای زبان‌های رسمی مشترک هستند مانند کاتالونیا، کشور باسک و گالیسیا. اینها عمدتاً صلح آمیز هستند، اما برخی مانند اتا و Terra Lliure از ابزارهای خشونت‌آمیز استفاده کرده‌اند.

### اوکراین
منطقه خودمختار اوکراین کریمه به فدراسیون روسیه ضمیمه شده است. بخش شرقی این کشور که اکثریت آن روسوفون است تقسیم شده است و برخی گروه‌ها از این منطقه درخواست می‌کنند که اوکراین را ترک کند و به روسیه بپیوندد.

### بریتانیا
در ایرلند شمالی، شین فین و حزب سوسیال دموکرات و کارگر بین آنها حدود ۴۰ درصد از آرا را در انتخابات به دست می‌آورند، با هر دو حزب حامی ایرلند شمالی که بریتانیا را ترک کرده و به ایرلند برای ایجاد یک ایرلند متحد می‌پیوندند.
در اسکاتلند، حزب ملی اسکاتلند (SNP)، سبزهای اسکاتلند، حزب سوسیالیست اسکاتلند (SSP) و حزب آلبا همگی از استقلال اسکاتلند حمایت می‌کنند. SNP در انتخابات ۲۰۱۱ پارلمان اسکاتلند، اکثریت مطلق را به دست آورد و همه‌پرسی ۲۰۱۴ استقلال اسکاتلند را برگزار کرد، در این میان اکثریت رای‌دهندگان اسکاتلندی با اختلاف ۵۵ تا ۴۵ درصد از باقی ماندن بخشی از بریتانیا حمایت کردند. با این حال، از زمان همه‌پرسی ۲۰۱۶ اتحادیه اروپا، که در آن اسکاتلند و ایرلند شمالی به باقی ماندن رأی دادند، درخواست‌هایی برای استقلال مجدداً مطرح شد.
در ولز، پلاید کامری و Propel از استقلال ولز حمایت می‌کنند. نظرسنجی‌ها عموماً حمایت از استقلال ولز را در حدود ۲۰ تا ۲۵ درصد نشان می‌دهد.
در انگلستان، جنبش‌هایی مانند دموکرات‌های انگلیسی وجود دارند که خواستار تشکیل پارلمان انگلیسی هستند. همچنین جنبش‌هایی مانند منطقه‌گرایان وسکس وجود دارند که خواهان واگذاری قدرت به ناحیه‌های انگلیسی هستند. جنبش‌های به دنبال خودمختاری یا استقلال شامل مبیون کرنو در شبه‌جزیره کورن‌وال است.
از ۲۴ ژوئن ۲۰۱۶، بریتانیا رسماً به خروج از اتحادیه اروپا رای داد. این در حال حاضر یک روند در حال انجام است تا روند خروج رسماً در ۲۹ مارس ۲۰۱۹ آغاز شود. با این حال، تک تک کشورهای تشکیل دهنده در بریتانیا، به ویژه اسکاتلند و ایرلند شمالی به باقی ماندن در اتحادیه اروپا رای دادند، که باعث درخواست برای یک همه‌پرسی استقلال دیگر در اسکاتلند و همچنین افزایش احتمال اتحاد مجدد ایرلند شد.